# Thermocyclops hooki
Thermocyclops hooki – gatunek widłonoga z rodziny Cyclopidae. Nazwa naukowa tego gatunku skorupiaków została opublikowana w 1968 roku przez austriackiego limnologa Heinza Löfflera.